# 基輔斯基約甘河
基輔斯基約甘河（俄语：Киевский Ёган）是俄羅斯的河流，屬於鄂畢河的右支流，由托木斯克州負責管轄，河道全長339公里，流域面積4,140平方公里，河水主要來自雨水和融雪。